# Winter Garden
Winter Garden é uma cidade localizada no estado americano da Flórida, no condado de Orange. Foi incorporada em 1903.

## Geografia
De acordo com o United States Census Bureau, a cidade tem uma área de 40,4 km², onde 39,9 km² estão cobertos por terra e 0,5 km² por água.

### Localidades na vizinhança
O diagrama seguinte representa as localidades num raio de 16 km ao redor de Winter Garden.

## Demografia
Segundo o censo nacional de 2010, a sua população é de 34 568 habitantes e sua densidade populacional é de 866,1 hab/km². Possui 13 260 residências, que resulta em uma densidade de 332,2 residências/km².